# Mino da Fiesole
Mino di Giovanni di Mino da Poppi, detto Mino da Fiesole (Pratovecchio Stia, agosto 1429 – Firenze, 11 luglio 1484), è stato uno scultore italiano.

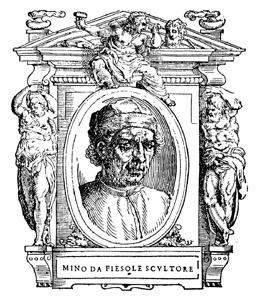
Mino da Fiesole (1429-1484). Le Vite di Giorgio Vasari - terza parte

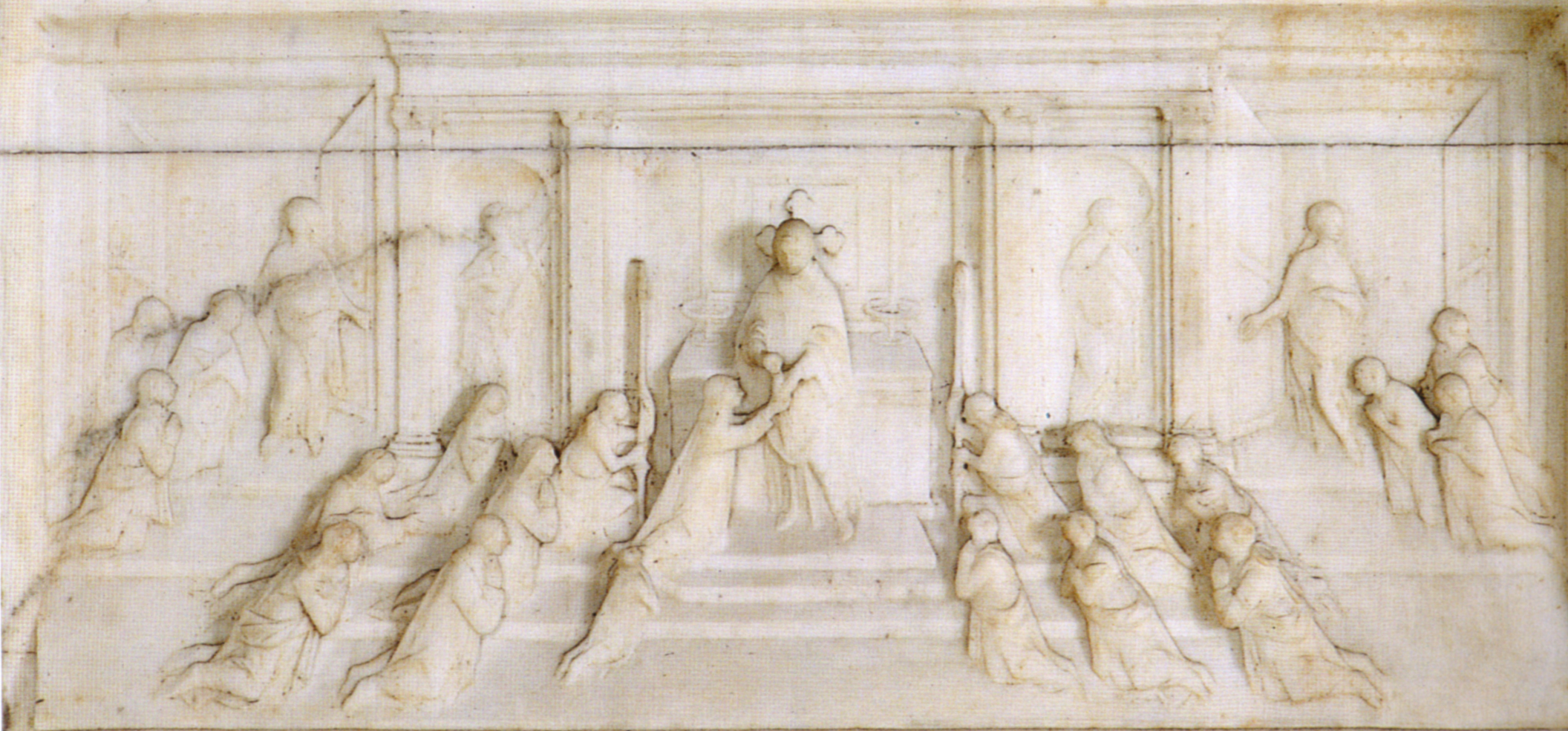
Rilievo nella Cappella del Miracolo del Sacramento, Firenze

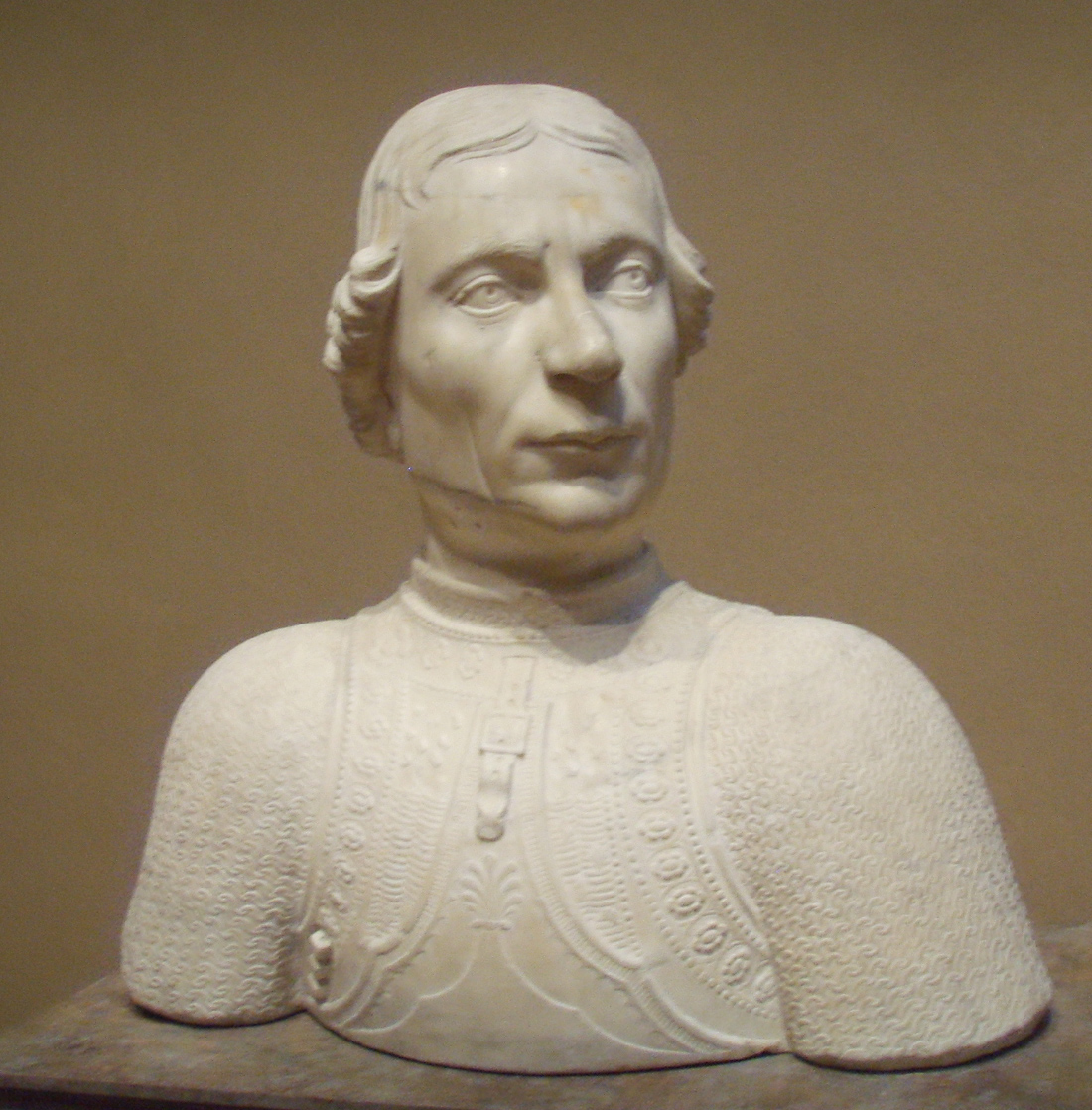
Ritratto di Astorre II Manfredi (1455), National Gallery of Art, Washington

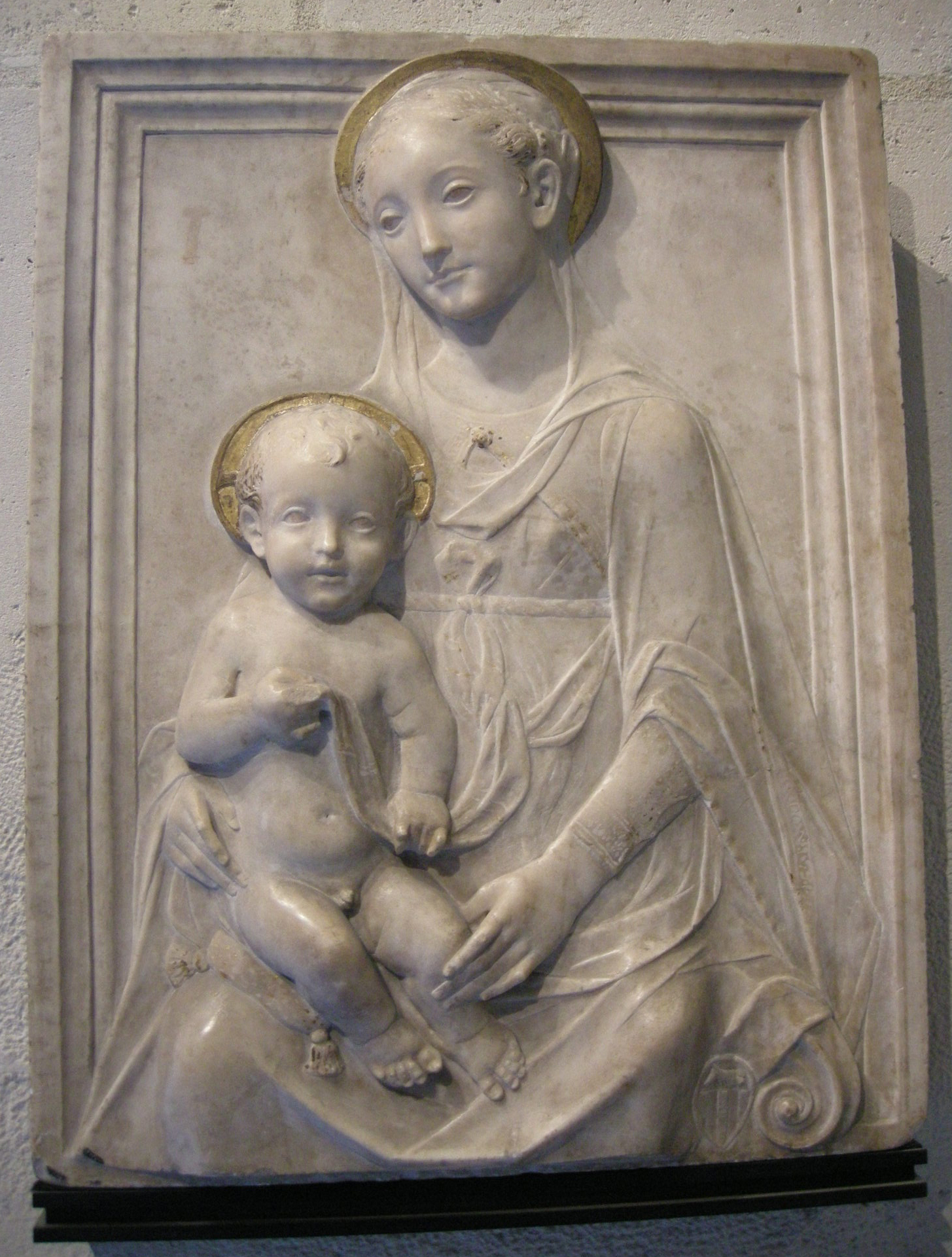
Madonna col Bambino, Louvre

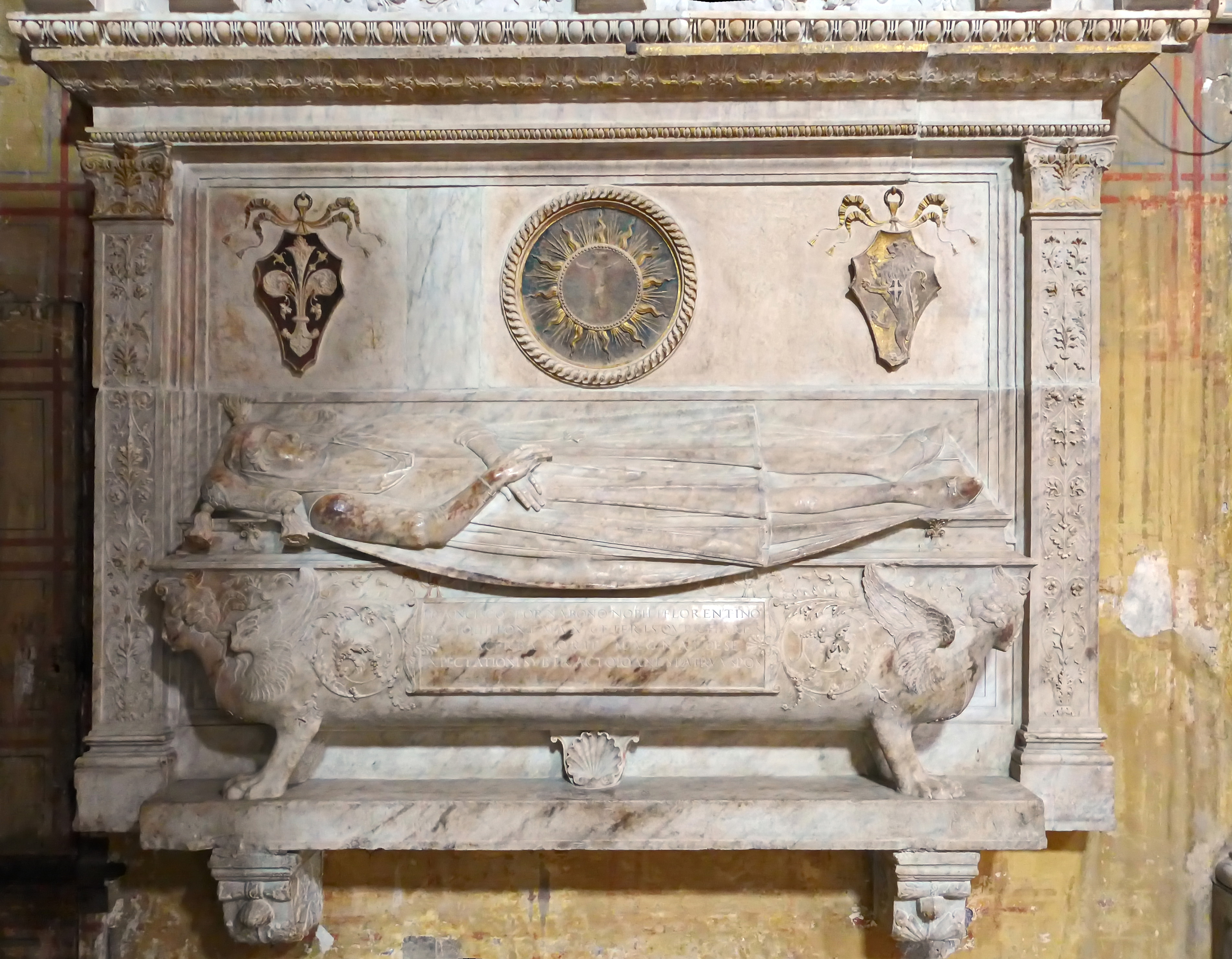
Roma, Basilica di Santa Maria sopra Minerva, monumento funebre a Francesco Tornabuoni

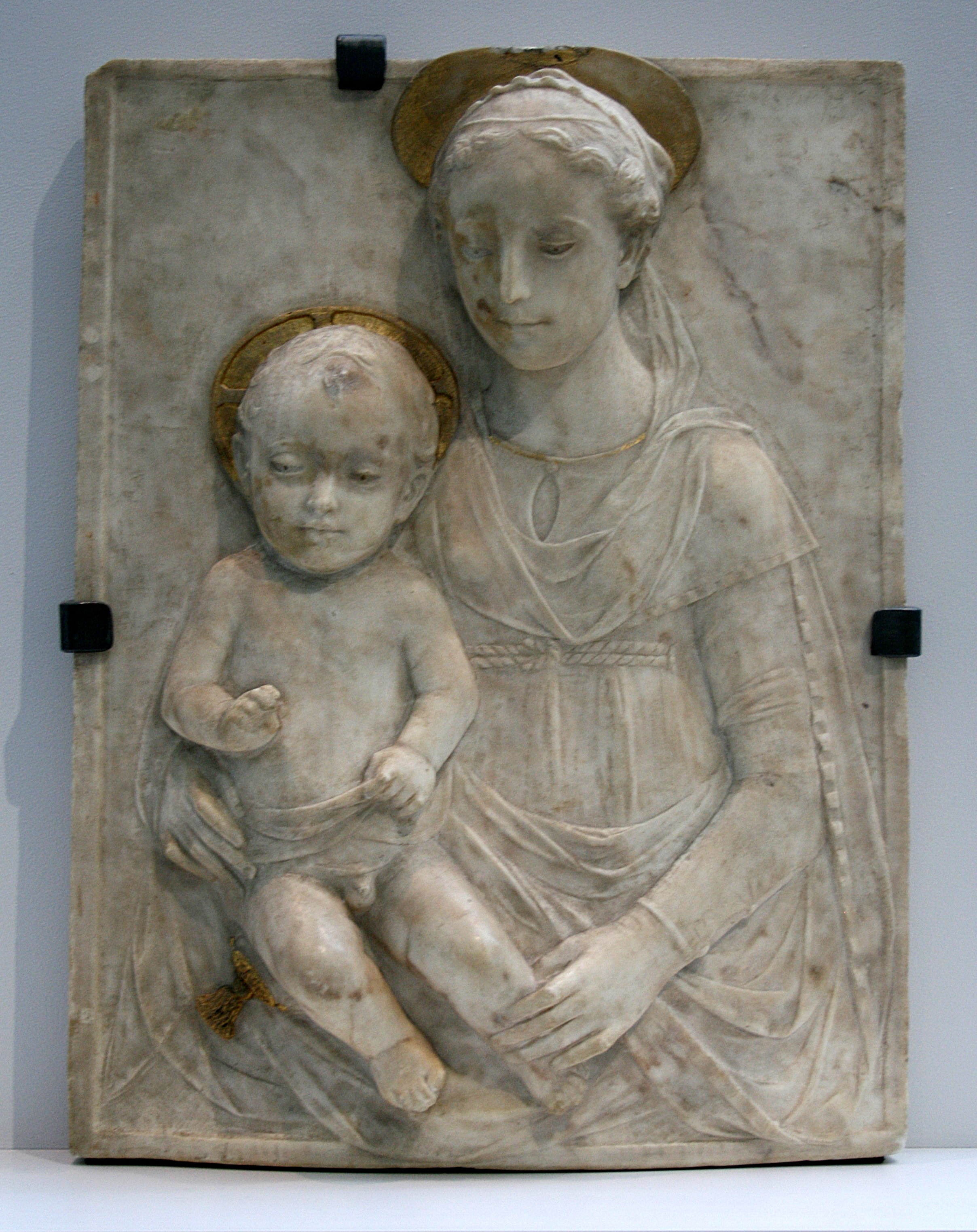
Madonna col Bambino, Louvre

Si adeguò agli stilemi di Bernardo Rossellino, interpretandoli con quella grazia ripresa da Desiderio da Settignano che lo rende simile, per taluni aspetti, all'artista suo contemporaneo Francesco di Simone Ferrucci.

## Biografia

### Origini e formazione
Nacque a Papiano (oggi frazione del comune di Stia), nell'agosto 1429. Le opere della fase giovanile presentano una matrice toscana, non posseggono, però, elementi stilistici che si possano ricondurre alle principali botteghe di Firenze. Questo fatto non consente una ricostruzione univoca della formazione e apprendistato dell'artista.
Alcuni ritengono che sia formato nei cantieri del Michelozzo e forse anche di Luca Della Robbia.

### I busti e i primi viaggi
Fu autore di una serie di busti-ritratto secondo lo stile che si andava affermando in quegli anni, fatto di meticolosità nel comporre i dati fisiognomici, idealizzazione spirituale e un certo virtuosismo nella resa dei dettagli minuti. Suoi sono i busti di Piero de' Medici (1453, ora al Bargello), di Niccolò Strozzi (eseguito a Roma nel 1454, oggi nei Musei statali di Berlino), di Astorre II Manfredi (scolpito a Napoli nel 1455 e oggi alla National Gallery of Art di Washington)
La sua intensa attività anche fuori Firenze portò Giorgio Vasari in errore, facendogli parlare ne Le Vite di un fantomatico "Mino del Reame", oggi ricondotto a Mino da Fiesole.
Tornò a Firenze, dove eseguì i ritratti di Giovanni de' Medici e Rinaldo della Luna (1461, oggi al Museo nazionale del Bargello). Realizzò il monumento funerario Salutati nel Duomo di Fiesole e il monumento funerario Giugni nella Badia Fiorentina. Lavorò a Volterra, dove eseguì nel 1471 il tabernacolo del Duomo, e a Prato, dove eseguì insieme ad Antonio Rossellino i rilievi per il pulpito di Pasquino di Matteo da Montepulciano.

### Importanti commissioni a Roma
A Roma eseguì il monumento funerario di papa Paolo II in San Pietro (trasferito nel 1650 nella Basilica di Santa Balbina all'Aventino), il monumento funerario Riario nella chiesa dei Santi Apostoli e il monumento funerario Della Rovere nella basilica di Santa Maria del Popolo. A lui si deve anche il ciborio della sagrestia di Santa Maria in Trastevere.

### Rientro a Firenze
Tornato a Firenze, dal 1462 al 1466 lavorò nella cappella del vescovo Leonardo Salutati nel duomo di Fiesole ed eseguì tra il 1469 e il 1481 il monumento funebre al conte Ugo II di Toscana nella Badia Fiorentina. Nel 1466 scolpì un monumento funebre per il figlio primogenito Giuliano scomparso quell'anno, già nella chiesa di Santa Maria in Campo a Firenze fino al XIX secolo.
Del 1475 è l'altare di san Girolamo nella chiesa di Santa Maria Maggiore. Tra il 1471 e il 1484, di ritorno a Roma, con l'aiuto di Andrea Bregno e di Giovanni Dalmata realizzò la transenna marmorea e la Cantoria nella Cappella Sistina. Nella cattedrale di Colle di Val d'Elsa ha eseguito il tabernacolo dove si conserva uno dei chiodi serviti, secondo la tradizione, per la crocifissione di Cristo. A lui è attribuito anche un tabernacolo con Madonna sulla facciata del Palazzo Martelli a Firenze.
È sepolto nella chiesa fiorentina di Sant'Ambrogio, dove aveva lavorato al tabernacolo della Cappella del Miracolo del Sacramento tra il 1482 e il 1484, anno in cui morì.
Giorgio Vasari ne diede un giudizio non positivo, indicandolo tra quelli che avevano abbandonato lo studio della natura per prediligere la "maniera" dei grandi maestri senza superarli. Oggi tale valutazione è stata fortemente ridimensionata, grazie al riordino delle date nella cronologia dell'opera dello scultore e alla constatazione del contesto culturale in cui Vasari scrisse, in cui era già stato superato il Rinascimento.